# Bezirk Wiznitz
Bezirkul Wiznitz (în română Vijnița, în ruteană Wyżnycia) a fost un bezirk (bițârc-în graiul bucovinean) în Ducatul Bucovinei. Acesta cuprindea părți din vestul și nord-vestul Bucovinei. Reședința bezirkului era orașul Vijnița (Wiznitz). După Primul Război Mondial a devenit parte a României, iar în prezent este parte a Ucrainei.

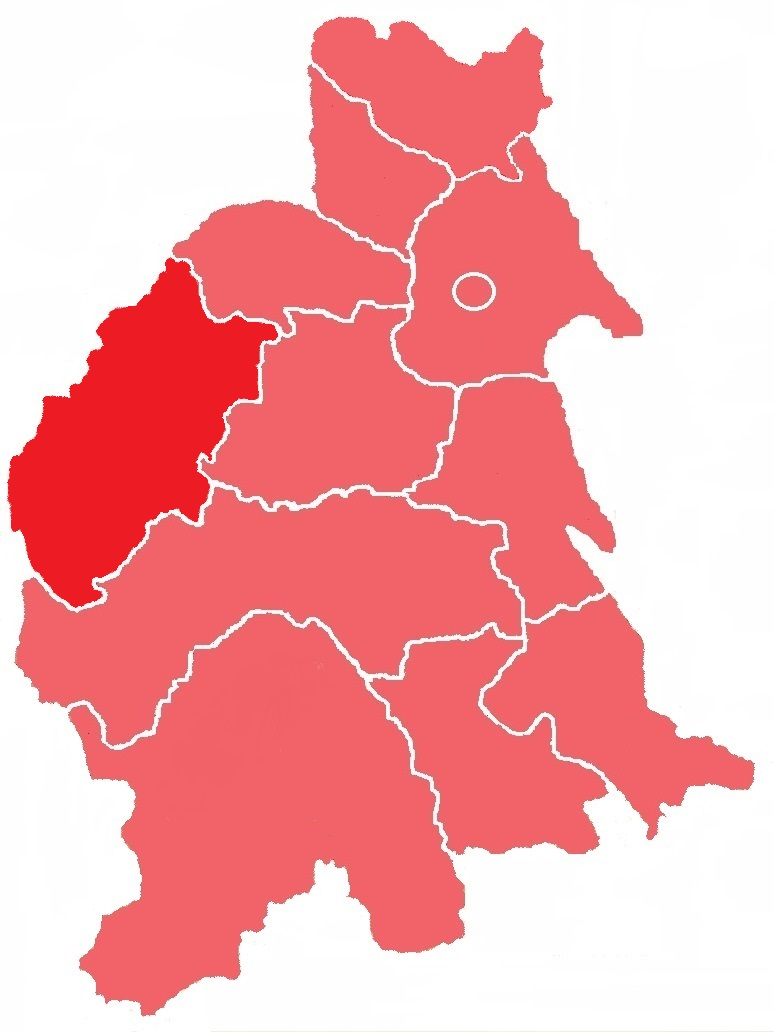
Bezirkul Wiznitz (1910)

## Istoric
Districtele politice moderne ale Monarhiei Habsbugice au fost create în jurul anului 1868 ca urmare a separării distictelor politice de cele judiciare. Bezirkul Vijnița a fost creat în 1868 prin unirea districtelor judiciare Vijnița (Gerichtsbezirk Wiznitz) și Putila (Gerichtsbezirk Putilla). La 1 noiembrie 1898 se formează districtul judiciar Vășcăuți pe Ceremuș în cadrul districtului politic Vijnița. La data de 1 octombrie 1903, districtul judiciar Vășcăuți pe Ceremuș (Gerichtsbezirk Waschkoutz am Czeremosch) din cadrul districtului politic Vijnița și districtul judiciar Stănești (Gerichtsbezirk Stanestie) din cadrul districtului politic Storojineț (Bezirk Storozynetz) au format districtul politic Vășcăuți pe Ceremuș (Bezirk Waschkoutz am Czeremosch).
În Bezirkul Vijnița trăiau în anul 1869 48.177 de persoane, iar în 1900 numărul de locuitori a crescut la 71.631. Populația era formată în anul 1900 din: 53.561 vorbitori nativi de limba ruteană (74,8 %), 15.173 vorbitori nativi de limba germană (21,2 %), 301 vorbitori nativi de limba română (0,4 %)și 2.518 vorbitori nativi de alte limbi (3,5 %). Suprafața bezirkului era în anul 1900 de 1499,89 km² și cuprindea două districte judiciare cu 33 de comune și 17 Gutsgebieten (comunități private fără un consiliu local, gestionate de proprietarii acestora).
| Anul | Locuitori | Vorbitori nativi de germană | Vorbitori nativi de ruteană | Vorbitori nativi de română | Vorbitori nativi de alte limbi |
| ---- | --------- | --------------------------- | --------------------------- | -------------------------- | ------------------------------ |
| 1869 | 48.177    |                             |                             |                            |                                |
| 1880 | 56.517    | 10.798                      | 44.073                      | 168                        | 1.433                          |
| 1890 | 64.740    | 13.563                      | 48.888                      | 168                        | 2.034                          |
| 1900 | 71.631    | 15.173                      | 53.561                      | 301                        | 2.518                          |

## Localități
În anul 1910 bezirkul Vijnița era format din districtele judiciare Vijnița și Putila.
Gerichtsbezirk Wiznitz:
- Orașul Vijnița (Wiznitz în germană, Wyżnycia în  ruteană)
- Bahna  (Bahna)
- Berhomet pe Siret (Berhometh am Sereth)
- Alexanderdorf
- Cireșel (Czereszenka)
- Katharinendorf
- Lăpușna (Lopuschna)
- Mihodra
- Ciornohuzi (Czornohuzy)
- Ispas (Ispas)
- Lucavăț (Lukawetz am Sereth)
- Lipoveni (Lipoweni)
- Măreniceni (Marenicze)
- Mega (Mega)
- Mihova (Mihowa)
- Milie (Millie)
- Petrășeni (Petrasze)
- Zahariceni (Podzacharycz)
- Revna pe Ceremuș (Riwna)
- Răstoace (Rostoki)
- Șipotele pe Siret (Schipoth am Sereth/Privat Schipoth)
- Vijnicioara (Wizenka)

Gerichtsbezirk Putilla:
- Putila (Storonetz Putilla în germană, Putyłiw în  ruteană)
- Dihtineț (Dichtenitz)
- Câmpulung pe Ceremuș (Dolhopole)
- Iablonița (Jablonitza)
- Chiselițeni (Kisselitze)
- Coniatin (Koniatyn)
- Plosca (Ploska)
- Sârghieni (Sergie)
- Stebni (Stebne)
- Șpetchi (Szpetki)
- Torăceni (Toraki)
- Gura Putilei (Uscie Putilla)